# Linjäritet
Uppslagsordet ”Linjär” leder hit. Den här artikeln handlar om linjäritet inom matematik och vetenskap. För linjärer inom typografin se sans-serif och grotesk.
Linjäritet eller linearitet är en avledning av linjär eller lineär (av latinets linearis, av linea; 'tråd av linne') och avser något som kan beskrivas med en rät linje.

## Linjäritet i matematiken
Inom matematiken är linjäritet ett samband mellan två variabler så att en ändring i den ena variabeln alltid leder till en proportionell ändring i den andra. Ett sådant samband kan uttryckas med räta linjens ekvation:
{\displaystyle y=kx+m\,}
Variabeln y förändras alltid i proportion till hur man förändrar x. Proportionalitetsfaktorn är k. I en graf bestämmer k linjens lutning. Parametern m anger värdet på y när x = 0. Genom att välja ett större eller mindre m-värde höjs eller sänks hela grafen utan att lutningen ändras. Om m = 0 går linjen genom origo (punkten 0, 0), och då sägs x och y vara direkt proportionella.
En linjär ekvation kan ha flera oberoende variabler, exempelvis för rummets tre dimensioner x, y och z:
{\displaystyle f(x,y,z)=k_{1}x+k_{2}y+k_{3}z+m\,}
Så länge man bara varierar en av dem, beter sig ekvationen precis som räta linjens ekvation med en oberoende variabel och bara ett k-värde. Även olika former av synkron variation av de tre oberoende variablerna får ekvationen att bete sig som räta linjens ekvation.
Rent formellt är dock en funktion f linjär om och endast om den uppfyller de två linjäritetsegenskaperna, vilka är:
homogenitet ({\displaystyle f(\alpha x)=\alpha f(x)})
och
additivitet ({\displaystyle f(x+y)=f(x)+f(y)})